# 有机砷化学
有机砷化学是指研究碳（C）和砷（As）之间化学键的化学分支。砷在这些化合物中的存在形式为As(III)和As(V)。

## 历史
有机砷化学及化合物在历史上曾有着突出的作用。最早的有机砷化合物是有着难闻气味的二甲胂（Me4As2），它出现在1760年，有时也被冠以“最早合成的金属有机化合物”之名。灑爾佛散是早期的药物之一，保罗·埃尔利希因合成此药物而获得了诺贝尔奖。当时，一些其他的有机砷化合物被用作抗生素或其他医疗用途。

## 常见化合物

### 烃基胂
砷和烃基可以形成三烷基胂、三芳基胂、五烷基胂、五芳基胂及它们的卤代物。格氏试剂等金属有机试剂和AsX3反应是最常用的合成R3As的方法：
6 MeMgI + 2 AsCl3 → 2 Me3As + 3 MgI2 + 3 MgCl2
3 CpNa + AsCl3 →　Cp3As + 3 NaCl
3 CH2=CHLi + AsCl3 →　(CH2=CH)3As + 3　LiCl
将氯甲烷通过灼热的As-Cu粉末，可以得到甲基二氯化胂（80%），副产物是二甲基氯化胂。五价砷的烃基卤代物可以由三价的和卤素进一步反应得到，如：
Me3As + Cl2 —CCl4→ Me3AsCl2
三烷基胂都有恶臭，很容易在空气中氧化（如Me3As可在空气中自燃）。三芳基胂要稳定一些，但也容易氧化。五价砷加热时即可分解，如：
2 (CH3)5As —100℃→ 2 CH4 + CH2=CH2 + 2 (CH3)3As

### 砷杂烯和砷杂炔
砷杂烯是含有As＝C双键的有机砷化合物，而砷杂炔是含有As≡C三键的有机砷化合物，它们的稳定性都不高，容易聚合，除非双键或三键置于离域π体系中，或键上连有位组较大的基团。

### 砷叶立德
具有R3As=CR'R"结构的有机砷化合物称为砷叶立德，它比磷叶立德更加活泼。通常可以通过季鉮盐和强碱反应制备，如：
Ph3As+CH3Br- —PhLi→ Ph3As=CH2
所用的碱和砷叶立德的种类有关，如稳定的砷叶立德可以用碱的水溶液或者纯溶液反应来制备，如CH3ONa，或者碱性较弱的(CH3CH2)3N或K2CO3都行。

### 亚胂酸和胂酸
亚胂酸和胂酸是砷的重要有机化合物之一，如对氨基苯胂酸：
这种化合物由苯胺和砷酸反应得到：
NH2−Ph + H3AsO4 → NH2−Ph-AsO(OH)2 + H2O
机理如下：

## 用途
有机砷化合物被用于医药，如上文提到的对氨基苯胂酸，也被用作化学武器，如路易氏剂。
另一方面，偶氮胂系列有机砷化合物被用于测定铀、钍等元素的分析化学试剂。